# Amsanctus
Amsanctus o Ampsanctus (modernamente, Sorgente Mefita) fue un pequeño lago en el territorio de los Hirpinos, alrededor de 15 km al sur de su antigua capital, Aeclanum, en las proximidades de la Via Appia (sur de Italia). 
Actualmente hay dos estanques pequeños que exhalan vapores tóxicos y nauseabundos de ácido carbónico y sulfuro de hidrógeno. Cerca de allí se encontraba un templo de la diosa Mefitis (sincretizada con Juno), con una cueva de la que surgían vapores asfixiantes. Por esta razón el lugar se relacionaba con leyendas de las regiones infernales, siendo considerado como el respiradero del infierno.
Se encuentran menciones del lago en diferentes autores de la antigüedad. La descripción de Virgilio (Eneida, vii. 563) no es, sin embargo, muy precisa. También en Cicerón, Plinio el Viejo o Claudiano.